# Bruno Aguiar
Bruno João Morais Aguiar (Lisbona, 24 febbraio 1981) è un ex calciatore portoghese, di ruolo centrocampista.

## Palmarès

### Club

#### Competizioni nazionali
- Campionato lituano: 1

FBK Kaunas: 2006
- Campionato cipriota: 1

Omonia: 2009-2010
- Coppa di Cipro: 2

Omonia: 2010-2011, 2011-2012
- Supercoppa di Cipro: 1

Omonia: 2010